# Paolo Doto
Paolo Doto (Roma, 22 gennaio 1958 – Varese, 18 agosto 2016) è stato un calciatore italiano, di ruolo centrocampista e attaccante.

## Carriera
Dopo gli esordi con la Milanese in Serie D, debutta in Serie B con il Varese nel 1977 disputando tre campionati cadetti per un totale di 80 presenze e 5 reti. Con i lombardi ottiene una retrocessione al termine del campionato di Serie B 1978-1979 ed un'immediata risalita in Serie B nel campionato 1979-1980.
In seguito disputa diverse stagioni in Serie C1 con Triestina, Casertana e Barletta e due campionati di Serie C2 con il Latina. Con la maglia della Ternana raggiunge la promozione in Serie C1 al termine della stagione 1988-1989 ed infine termina la carriera nel 1991 con il Riccione.

## Palmarès

### Club

#### Competizioni nazionali
- Serie C1: 1

Varese: 1979-1980

#### Competizioni interregionali
- Serie C2: 2

Ternana: 1988-1989